# Olena Burkowska

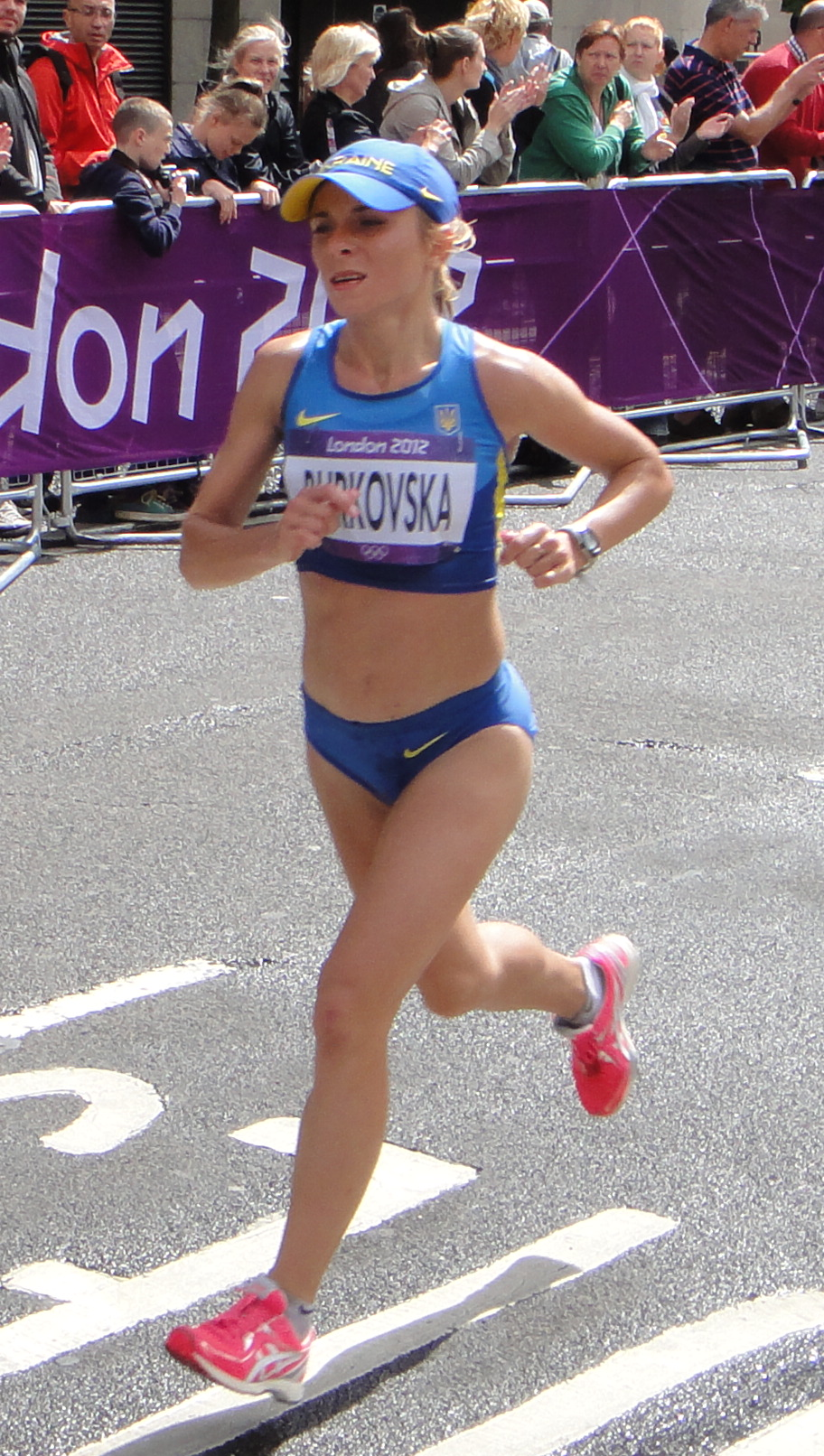
Olena Burkowska bei den Olympischen Spielen 2012

Olena Burkowska (ukrainisch Олена Бурковська, engl. Transkription Olena Burkovska; * 9. August 1981) ist eine ukrainische Marathonläuferin.
2009 brach sie in ihrem ersten Start auf der 42,195-km-Distanz beim Košice-Marathon mit 2:30:50 h den 20 Jahre alten Streckenrekord von Alena Peterková. 2010 wurde sie Zweite beim Nagano-Marathon und Fünfte beim Berlin-Marathon mit ihrer persönlichen Bestzeit von 2:28:31.